# Janowiec (Małomice)
Janowiec (deutsch Johnsdorf) ist ein Dorf in der Landgemeinde Małomice im Powiat Żagański in der Woiwodschaft Lebus in Polen. Es liegt rund 5 km nordwestlich des Zentrums der Stadt Szprotawa.

## Geographie
Janowiec erstreckt sich östlich eines kleinen rechten Bober-Nebengewässers, das früher als Girbigsbach oder auch Cunzendorfer Bach bezeichnet wurde. Zusammen mit dem westlich des Bachs gelegenen Cunzendorf (heute Chichy) bildete Johnsdorf im Prinzip ein rund 5 km langes typisches Waldhufendorf. Beide Dörfer waren jedoch lange Zeit durch die unmittelbar östlich das Bachs verlaufende Grenze zwischen dem Herzogtum Sagan im Westen und dem Herzogtum Glogau im Osten getrennt. Südlich vom ehemaligen Gutshof Johnsdorf, der im Jahre 1928 nach Girbigsdorf eingemeindet wurde, verläuft heute die Landesstraße 12. Südlich der Straße durchfließt der Girbigsbach noch die Bahnstrecke Łódź–Forst (Lausitz) und Bobrzany (Girbigsdorf), bevor er sich nach Südwesten wendet und in den Bober mündet. Seit der Eingemeindung des Gutshofes umfasst Johnsdorf, wie auch das heutige Janowiec, nur noch den nördlichen Teil des ehemaligen Dorfes.

## Geschichte
Im 14. bis zum 16. Jahrhundert gehörte das Dorf Johnsdorf zusammen mit Cunzendorf und Girbigsdorf einer Familie von Nechern, die nach 1543 im Süden des Dorfes das Schloss Johnsdorf errichteten. Die Grenze zwischen den beiden Herzogtümern Sagan und Glogau verlief mitten durch das Schloss, da der damalige Landesherr von Sagan, bis 1549 Moritz von Sachsen, verlangte, dass die Herren von Johnsdorf auch im Fürstentum Sagan ansässig sein müssten, wo sie die Lehngüter Cunzendorf und Girbigsdorf besaßen.
Seifried von Nechern verkaufte die drei Dörfer zusammen mit dem östlich benachbarten Kortnitz an Dietrich von Kittlitz auf Mallmitz. Seit dieser Zeit blieb Johnsdorf im Besitz der jeweiligen Herren von Mallmitz. Seit 1680 war die Herrschaft in den Händen der Familie von Roedern. Nachdem Wilhelm Alexander von Dohna-Schlodien (1695–1749) im Jahre 1722 in Mallmitz die Gräfin Henriette von Roedern (1694–1760) heiratete, ging die Herrschaft an die weitläufige Familie der Burggrafen von Dohna über, die Johnsdorf bis zur Enteignung 1945 besaß.
1742 kam der schlesische Ort zu Preußen und wurde 1816 Teil des Landkreises Sprottau, zu dem auch die infolge der Kreisreform 1820 aus dem Kreis Sagan herausgelösten Orte Cuntzendorf und Girbigsdorf kamen. Nach Kriegsende 1945 fiel Johnsdorf an Polen und wurde in Janowiec umbenannt. Die deutsche Bevölkerung wurde vertrieben. In der Folge wurde Janowiec Teil der Gemeinde (Gmina) Małomice und mit dieser in den Kreis (Powiat) Żagański eingegliedert.

## Sehenswürdigkeiten
Die Burg (Zamek graniczny Janowiec) wurde im 15. Jahrhundert errichtet für die Familie von Nechern und später im Renaissance-Stil umgebaut. Im Jahr 1680 wird sie als Johnsdorfer Schloss erwähnt. Bis 1945 im Besitz verschiedener Adelsfamilien. Nach dem Zweiten Weltkrieg wurde es vom örtlichen staatlichen Landwirtschaftsbetrieb genutzt. 1960 brannte es ab und wurde dann aufgegeben.